# Димитър Динев (революционер)
Димитър Георгиев Динев – Хаджията, Аджийката, Хаджийчето е български предприемач и революционер, деец на Вътрешната македоно-одринска революционна организация.

## Биография
Димитър Динев е роден на 21 октомври 1880 година в село Баялци, тогава в Османската империя. Завършва прогимназия в Гевгели, след което се занимава с медникарство в бакърджийската работилница на братята си. Присъединява се към ВМОРО и минава в нелегалност. Става четник при Аргир Манасиев и при Сава Михайлов, но е тежко ранен в сражението от 24 август 1903 година при Клисура. Изтеглен е в България и след излекуването си става чиновник в Министерството на земеделието и търговията. През 1907 година се жени, купува плетачна машина и започва допълнителна работа.
След Младотурската революция от юли 1908 година се връща в Гевгели, където припечелва добре от предачеството. През 1913 година е принуден повторно да напусне Македония, а новите власти му отнемат трите плетачни и единадесетте шевни машини, заедно с голямо количество сурова и готова продукция. Между 1916 и 1918 година е архивар, секретар в Гевгелийското и Неготино-Вардарското околийско управление. По случай 15-ата годишнина от Илинденско-Преображенското въстание за заслуги към постигане на българския идеал в Македония през Първата световна война в 1918 година, Димитър Динев е награден с орден „Свети Александър“. След края на войната е чиновник в полковото интендантсво в София до 22 май 1922 година. 
Става член, а след това председател на Гевгелийското благотворително братство и по негова инициатива се създава софийският Гевгелийски квартал. По негова инициатива се създава Народно читалище „Роден край – 1931“.
През 1923 година повторно се захваща с предачество и отваря чорапната фабрика „Македония“. Към 1928 година фабриката има пет ръчни и шест автоматични предачни машини, а към 1939 година автоматичните машини са 14, а спомагателните – 11. Димитър Динев изпраща сина си Борис Динев на специализация в Кемниц, Германия, но при катастрофа той загива на 6 август 1939 година. Димитър Динев изпраща 1000 лева за благотворителната каса на Илинденската организация. Още в 1933 година на Осмия конгрес на организацията влиза в нейното ръководство.